# Sofie Østergaard
Sofie Østergaard Larsen (14. marts 1982 i Åbyhøj, Århus) er dansk tv-vært.

## Privat
Sofie er forlovet med journalist Sebastian Richelsen, og de er forældre til børnene Villy, Geo og Berta.

## Karriere
Hun var vært på DR Ramasjang og DR Ultra. Østergaard har været vært på Sofies univers, som kørte på Ramasjang Radio. Derudover medvirker hun også i nogle serier, der kører på Ramasjang. Blandt andet har hun været vært på Sommer Summarum.  Senest har hun været vært på Guld i købstæderne.
Hun danser og underviser i beatjump i Holte. Sofie vandt i 2007 Scenen er din. I 2016 var hun vært på børnenes melodi grandprix i 2016 sammen med Joakim Ingversen og i 2017 med Barbara Moleko.
Hun har været ansat ved DR til oktober 2018.
Hun er fra 2019 ny vært på programmet Versus på DR1.
Hun har fra 2020 været vært på programmet og podcasten Overskud, der omhandler investering og økonomi, som sendes på Radio4.
Fra marts 2023 overtog hun værtsrollen i Hammerslag efter Tina Müller